# Caner Topaloğlu
Caner Topaloğlu (Trebisonda, 17 aprile 1985) è un ex cestista turco.

## Palmarès
- Coppa del Presidente: 1

Galatasaray: 2011